# Система задних звёзд (велосипед)
Система задних звёзд (жарг. Задняя кассета) — задний набор звёзд велосипеда, расположенный на ступице заднего колеса; часть велосипедной трансмиссии. Предназначен для изменения передаточного отношения и, соответственно, угловой скорости и крутящего момента.

## Типы систем

### Трещотка
В более простых системах используются трещотки, представляющие собой набор съемных или несъёмных звёзд, закреплённых на внешней ступице. Внутри ступицы расположен блок с храповой обгонной муфтой, закрепляемый на ступице заднего колеса посредством навинчивания по часовой стрелке. За счёт этого при езде велосипеда трещотка может быть весьма сильно затянута и для её снятия может потребоваться значительное усилие.
Такая система считается устаревшей и ненадёжной, зато дешёвой. Главный недостаток заключается в том, что ось колеса в процессе эксплуатации начинает искривляться и в конечном итоге может сломаться, поскольку подшипник в такой втулке воздействует практически на центр оси.
Максимальное количество звёзд — 8, минимальное число зубьев на наименьшей звезде — 11. Однако в основном из-за особенностей конструкции на трещотках установлены звёзды не менее чем на 13-14 зубьев. Также 8-скоростные трещотки имеют более глубокую посадку на втулку и для установки на втулки под 5-7-скоростные трещотки не годятся.

### Кассета
Существует ещё один тип задней системы — кассета. У данного типа храповой механизм с обгонной муфтой прикреплён непосредственно к ступице полым болтом и представляет собой барабан, имеющий шлицы, один из которых шире остальных. Звёзды имеют аналогичные выступы, а также маркировку, благодаря которой исключается возможность их неправильной установки. Звёзды надеваются на барабан и фиксируются стопорным кольцом, вкручиваемым в него.
Расстояние между звёздами выдерживается проставками (шайбами), в 7-8-скоростных кассетах имеющими толщину 3,2 мм, в 9-ск. — 2,66 мм, соответственно различается и требуемая ширина цепи, 6-7-8-скоростная цепь, будучи установленной на велосипед с 9- или более скоростной кассетой, заклинивает между звёздами. Также встречаются звёзды с буртом, не требующие установки под себя шайбы — бурт выдерживает расстояние до следующей звезды, как правило, это звёзды 11-14Т (с 11-14 зубьями).
Кассетная система вытесняет устаревшую трещотку, как более надёжная (она и более дорогая). Её преимуществами является то, что оси втулок служат дольше, чем с трещоткой, поскольку в такой втулке подшипники расположены по её краям — чашка осевого подшипника служит одновременно конусом подшипника обгонной муфты, плечо силы минимально. Также вышедшую из строя звезду можно заменить новой или составить нестандартную кассету, меняя звёзды местами.
На 2018-й год максимальное число звёзд в серийных кассетах — 12 (например, ZTTO 11-52T SLR2, BOLANY 12 11-50T), однако в основном рынок занят 8- и 9-скоростными кассетами, звёзды в которых взаимозаменяемы и имеют толщину 2,0 мм, различаются лишь проставки (шайбы). Встречаются, но практически вышли из употребления 7-скоростные кассеты.

## Обслуживание
Чтобы снять трещотку, применяется съёмник трещотки. Им просто откручивают её против часовой стрелки. Иногда съёмник зажимают в тиски, надевают на него трещотку и вращают против часовой стрелки само колесо. Для завинчивания трещотки инструменты не нужны, поскольку она самозатягивающаяся.
Если для снятия трещотки нужен лишь съёмник трещотки, то для снятия кассеты требуется не только съёмник кассеты, но и специальный ключ-хлыст, представляющий собой обычную велосипедную цепь небольшой длины, закреплённую на рукоятке. Для снятия кассеты хлыстом удерживаются звёзды, а съёмником откручивается стопорное кольцо. Усилие при этом может потребоваться значительное. Съёмники кассеты и трещотки имеют разные шлицы и потому съёмник трещотки непригоден для разборки кассеты (шлицы на нём недостаточно широки), но съёмником кассеты можно отвернуть трещотку.

## Галерея
|                                                              |                                                                           |                                                                    |                                                                 |
| Втулка под трещотку. Справа у неё посадочное место с резьбой | Классическая трещотка, имеющая 7 звёзд. Наименьшая звезда имеет 14 зубьев | Задняя часть трещотки. Видна резьба на внутренней втулке («орехе») | Съёмники кассеты (слева) и трещотки (справа) имеют разные шлицы |

|                                                           |  |                                    |  |
| Втулка под кассету имеет интегрированный шлицевой барабан |  | Ключ-хлыст и захваченная им звезда |  |